# 高山白珠樹
（學名：Gaultheria itoana）又名玉山白珠樹，为杜鵑花科白珠樹屬下的一个种，分布于台灣、菲律賓、婆罗洲。

## 扩展阅读
- 維基物種上的相關：高山白珠樹